# Ghiacciaio Rusalka
Il ghiacciaio Rusalka (in inglese Nesla Glacier) (65°58′30″S 64°57′20″W) è un ghiacciaio lungo 8 km e largo 4,6, situato sulla costa di Graham, nella parte occidentale della Terra di Graham, in Antartide. In particolare, il ghiacciaio si trova sulla penisola Velingrad, sul versante occidentale del monte Paulcke, e da qui fluisce verso nord-ovest fino alla cala di Dimistrov, nello stretto di Harris.

## Storia
Il ghiacciaio Rusalka è stato così battezzato dalla Commissione bulgara per i toponimi antartici in onore del resort Rusalka, sulla costa bulgara del Mar Nero. 